# Матурано дос Сантос, Жуан Педро
Жуан Педро Матурано дос Сантос (порт.-браз. João Pedro Maturano dos Santos; род. 15 ноября 1996, Президенти-Бернардис, Сан-Паулу), или же просто Жуан Педро (порт.-браз. João Pedro) — бразильский футболист, защитник клуба «Гремио».

## Биография

### Клубная карьера
Воспитанник клуба «Палмейрас». 18 сентября 2014 года в матче против «Фламенго» дебютировал в бразильской Серии А. 12 октября в поединке против «Гремио» забил свой первый гол за «Палмейрас». В 2015 году помог клубу выиграть чемпионат и завоевать Кубок Бразилии. В начале 2017 года на правах аренды перешёл в «Шапекоэнсе». 29 января в матче Лиги Катариненсе против «Интернасьоналя» из Лажиса он дебютировал за новую команду. 30 марта в поединке против «Бруски» забил свой первый гол за «Шапекоэнсе». В том же году помог клубу выиграть Лигу Катариненсе. В 2018 году Жуан на правах аренды выступал за клуб «Баия».
Летом того же года перешёл в португальский «Порту».

### Карьера в сборной
В 2015 году в составе молодёжной сборной Бразилии Педро принял участие в молодёжном чемпионате Южной Америки в Уругвае. На турнире он принял участие в матчах против команд Венесуэлы, Перу, Колумбии, Парагвая, Аргентины и Уругвая.
Летом того же года занял второе место на молодёжном чемпионате мира в Новой Зеландии. На турнире принял участие в матчах против команд Венгрии, Северной Кореи, Нигерии, Уругвая, Португалии, Сенегала и Сербии.

## Достижения
- Чемпион штата Санта-Катарина (1): 2017
- Чемпион штата Баия (2): 2018, 2020
- Чемпионат Бразилии по футболу (1): 2016
- Чемпион Кубка Бразилии (1): 2015
- Обладатель Кубка Нордесте (1): 2021
- Финалист Кубка португальской лиги (1): 2018/19
- Вице-чемпион мира среди молодёжи (1): 2015